# Neminem captivabimus

Neminem captivabimus este un termen legal în istoria dreptului lituanian și polonez care era forma scurtă pentru neminem captivabimus nisi iure victum (Latină, "Nu vom aresta pe nimeni, fără un verdict în instanță").
În Regatul Poloniei și Uniunea Statală Polono–Lituanienă, a fost unul dintre drepturile de bază, care atesta că regele nici nu putea pedepsi și nici nu putea închide pe niciun membru al Șleahtei (Szlachta) fără verdictul viabil al unei instanțe judecătorești.
 
Scopul său a fost de a elibera pe cineva care a fost arestat în mod ilegal. Neminem captivabimus nu avea nimic de-a face cu faptul dacă acuzatul era vinovat sau nu, ci numai dacă a avut loc un proces echitabil.
Acesta a fost introdus de Regele Poloniei, Vladislav Jagiello în Actele de la Jedlnia (1430) și Cracovia (1433) și a rămas în uz până la Împărțirea Poloniei (1772-1795). Aceleași acte garantau că regele nu putea confisca nicio proprietate a unui șleahtic, fără un verdict al unei instanțe.